# Gravity Tour
Gravity Tour là chuyến lưu diễn hòa nhạc của ban nhạc nam Ireland, Westlife. Chuyến lưu diễn này nhằm quảng bá album phòng thu thứ mười một của nhóm, Gravity. Chuyến lưu diễn đi qua Châu Âu, Châu Á và Châu Phi.

## Mở màn
- Wonderland (Châu Âu-Chặng 1)[2]
- Glenn Cal (Châu Âu—Chặng 1)[2]
- Young JV (Philippine)[3]

## Danh sách trình diễn

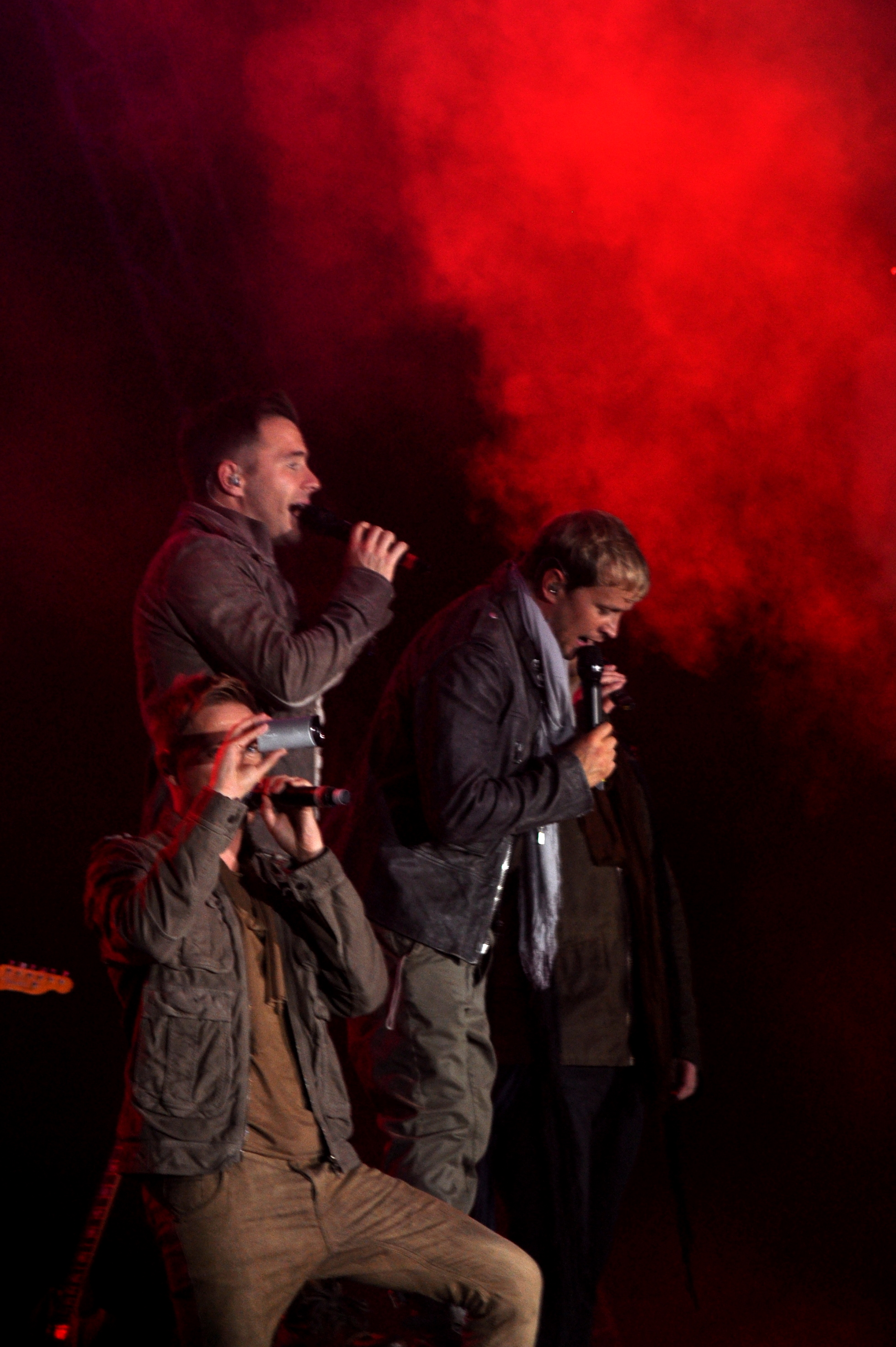
Westlife trong ngày trình diễn ở Việt Nam năm 2011

Danh sách trình diễn dưới đây lấy từ buổi hòa nhạc ngày 18 tháng 3 năm 2011, tại Echo Arena ở Liverpool, Anh. Nó không đại diễn cho tất cả các buổi hòa nhạc trong chuyến lưu diễn.
1. "No One's Gonna Sleep Tonight"
2. "When You're Looking Like That"
3. "World of Our Own"
4. "What Makes a Man"
5. "Safe"
6. "Home"
7. "Queen of My Heart"
8. "Beautiful Tonight"
9. "Liên khúc:"
  1. "Viva la Vida"
  2. "Only Girl (In the World)"
  3. "The Time (Dirty Bit)"
  4. "Bad Romance"
  5. "I Predict a Riot"
10. "Seasons in the Sun"
11. "You Raise Me Up"
12. "I'm Already There"
13. "I Will Reach You"
14. "Flying Without Wings"
15. "What About Now"
16. "Uptown Girl"

## Nhân sự

### Giọng hát
- Shane Filan
- Mark Feehily
- Kian Egan
- Nicky Byrne

### Ban nhạc
- Simon Ellis - Keyboard / Đạo diễn âm nhạc